# Кішикумський сільський округ
Кішику́мський сільський округ (каз. Кішіқұм ауылдық округі, рос. Кишикумский сельский округ) — адміністративна одиниця у складі Шалкарського району Актюбінської області Казахстану. Адміністративний центр — село Шилікти.
Населення — 1769 осіб (2021; 2106 у 2009, 2276 у 1999, 2930 у 1989).
Станом на 1989 рік існувала Тогузька сільська рада (села Жилак, Компула, Мурункум, Опитне, Шилікти, селища Карашокат, Роз'їзд 68, Роз'їзд 69, Роз'їзд 71, Роз'їзд 72, Роз'їзд 74, Роз'їзд 75, Роз'їзд 77, Роз'їзд 79, Роз'їзд 81, Тогуз, Шокису). Пізніше вона була розділена на Кішикумський сільський округ (села Акеспе, Карашокат, Сардулек, Шагир, Шилікти, Шокису) та Тогизький сільський округ (села Жилан, Каратал, Кендала, Копатай, Копмула, Тасбулак, Тогиз, Ушкурай). Станційні селища Сардулек та Шагир було ліквідовано 2019 року.

## Склад
До складу округу входять такі населені пункти:
| Населений пункт  | Колишні назви        | Населення, осіб (1989) | Населення, осіб (1999) | Населення, осіб (2009) | Населення, осіб (2021) |
| ---------------- | -------------------- | ---------------------- | ---------------------- | ---------------------- | ---------------------- |
| Акеспе, село     | Роз'їзд 79           | 79                     | 96                     | 43                     | 30                     |
| Карашокат, село  | Карачокат            | 263                    | 267                    | 114                    | 398                    |
| --Шагир, село    | Роз'їзд 77, Шагар    | 143                    | 77                     | 53                     |                        |
| Мурункум, село   | -                    | 237                    | -                      | -                      | -                      |
| Опитне, село     | -                    | 318                    | -                      | -                      | -                      |
| Шилікти, село    | -                    | 1515                   | 1511                   | 1492                   | 985                    |
| Шокису, село     | -                    | 255                    | 258                    | 319                    | 356                    |
| --Сардулек, село | Роз'їзд 81, Сариулек | 120                    | 67                     | 85                     |                        |